# Patrizio Oliva
Patrizio Oliva (* 28. Januar 1959 in Neapel) ist ein ehemaliger italienischer Boxer. Er war Italienischer Meister, EBU-Europameister und WBA-Weltmeister im Halbweltergewicht, sowie EBU-Europameister und WBC-WM-Herausforderer im Weltergewicht.
Sein größter Erfolg als Amateur war der Gewinn der Goldmedaille im Halbweltergewicht bei den Olympischen Spielen 1980 in Moskau.

## Amateurkarriere
Oliva begann mit dem Boxsport im Alter von elf Jahren im Club Fulgor Boxe Napoli und fand später Aufnahme in die Carabinieri-Sportgruppe Corpi Sportivi. Er wurde 1976 Italienischer Meister im Federgewicht, sowie 1977 und 1978 Italienischer Meister im Leichtgewicht. 1978 gewann er auch die Goldmedaille im Leichtgewicht bei der Junioren-Europameisterschaft (U20) in Dublin, wobei er im Finale Michael Kopzog besiegte.
Bei der Europameisterschaft 1979 in Köln verlor er erst im Finalkampf gegen Serik Qonaqbajew und wurde dadurch Vize-Europameister im Halbweltergewicht. Darüber hinaus gewann er eine Bronzemedaille im Halbweltergewicht bei den Mittelmeerspielen 1979 in Split.
Bei den Olympischen Spielen 1980 in Moskau besiegte er Aurélien Agnan (Abbruch in der ersten Runde), Farez Halabi (Abbruch in der dritten Runde), Ace Rusevski (3:2), Anthony Willis (5:0) sowie Serik Qonaqbajew (4:1) und wurde dadurch Olympiasieger im Halbweltergewicht. Zudem wurde er als zweiter Italiener nach Nino Benvenuti (1960) mit dem Val-Barker-Pokal als technisch bester Boxer der Olympischen Spiele ausgezeichnet.

## Profikarriere
Patrizio Oliva begann seine Profikarriere nach den Olympischen Spielen 1980 und blieb in 48 Kämpfen ungeschlagen. Er wurde dabei am 4. November 1981 mit einem Sieg gegen Giuseppe Russi Italienischer Meister im Halbweltergewicht und konnte den Titel jeweils gegen Antonio Antino, Bruno Simili, Giuseppe Martinese und Luciano Navarra verteidigen. Am 5. Januar 1983 boxte er um den EBU-Europameistertitel im Halbweltergewicht und siegte nach Punkten gegen den Franzosen Robert Gambini. Im Anschluss verteidigte er den Gürtel gegen den Spanier Francisco Leon, den Franzosen Jean-Marie Touati, den Spanier Antonio Guinaldo, den Italiener Juan Gimenez, den Spanier José Gómez, den Franzosen Tusikoleta
Nkalankete, den Schweizer Michel Giroud und den Italiener Alessandro Scapecchi.
Am 15. März 1986 konnte er in Fontvieille (Monaco) um den WBA-Weltmeistertitel im Halbweltergewicht boxen und siegte nach Punkten über 15 Runden gegen den Argentinier Ubaldo Sacco (Kampfbilanz: 47-3), der den Titel im Juli 1985 gegen Gene Hatcher erkämpft hatte. Im September 1986 verteidigte Oliva den Titel in Neapel durch TKO in der dritten Runde gegen den US-Amerikaner Brian Brunette (23-0), sowie im Januar 1987 in Agrigent nach Punkten gegen den Mexikaner Rodolfo González (38-4). Am 4. Juli 1987 verlor er seine dritte Titelverteidigung in Ribera durch K. o. in der dritten Runde gegen den Argentinier Juan Coggi (31-1). 
In seinen folgenden neun Kämpfen blieb er wieder ungeschlagen und wurde dabei am 14. November 1990, mit einem Sieg gegen den Briten Kirkland Laing, EBU-Europameister im Weltergewicht. Den Titel verteidigte er gegen den Briten Errol McDonald und den Franzosen Antoine Fernandez. Seinen letzten Kampf bestritt er am 25. Juni 1992 im Alter von 33 Jahren in Pozzuoli und boxte dabei um den WBC-Weltmeistertitel im Weltergewicht, verlor jedoch einstimmig nach Punkten gegen den US-Amerikaner Buddy McGirt (56-2).

## Sonstiges
Nach seiner Wettkampfkarriere war er Trainer für Profiboxer und auch der italienischen Boxnationalmannschaft, welche er zu den Olympischen Spielen 1996 und 2000 begleitete. Später war er Sportkommentator für Sky und Schauspieler. 2014 wurde seine Biografie Sparviero veröffentlicht. Ab 2015 trat er als Motivationsredner auf.